# ルイス・モホロ
ルイス・モホロ（Louis Moholo、1940年3月10日 - 2025年6月13日）は、南アフリカのジャズ・ドラマーである。ザ・ブルー・ノーツ、ブラザーフッド・オブ・ブレス、アサガイなど、いくつかの有名バンドのメンバーを務めている。

## 略歴
ケープタウンで生まれたモホロは、クリス・マクレガー、ジョニー・ダイアニ、ニッケル・モヤケ、モンゲジ・フェザ、ドゥドゥ・プクワナとザ・ブルー・ノーツを結成し、1964年にヨーロッパに移住、最終的にロンドンに定住し、ブリティッシュ・ジャズに重要な貢献をした南アフリカの亡命コミュニティの一員となった。彼は1970年代に南アフリカの亡命者とイギリスのフリー・ジャズ・シーンのトップ・ミュージシャンで構成されるビッグバンドであるブラザーフッド・オブ・ブレスのメンバーであり、ヴィヴァ・ラ・ブラック (Viva la Black)とデディケーション・オーケストラの創設者であった。彼が自身の名前で発表した最初のアルバム、オガン・レコードからの『Spirits Rejoice!』は、イギリスと南アフリカの演奏者による組み合わせの典型的な例と考えられている。1970年代初頭、モホロはアフロ・ロック・バンドであるアサガイのメンバーも務めた。
彼は、デレク・ベイリー、スティーヴ・レイシー、エヴァン・パーカー、エンリコ・ラヴァ、ラズウェル・ラッド、イレーネ・シュヴァイツァー、セシル・テイラー、ジョン・チカイ、アーチー・シェップ、ペーター・ブロッツマン、マイク・オズボーン、キース・ティペット、エルトン・ディーン、ハリー・ミラーなど多くのミュージシャンと共演した。
2005年9月に、モホロは南アフリカに戻り、ヨハネスブルグで開催されたエレクトロニック・ミュージックのUNYAZIフェスティバルにて、ジョージ・ルイスと共演した。彼はその名前が民族的に本物だからということで、今ではルイス・モホロ・モホロという名前で活動している。2017年3月、南アフリカのプロモーター、スローライフは、ケープタウンのカーク・ベイにあるオリンピア・ベーカリーで、ルイスがマーク・フランズマン、レザ・コータ、キーナン・アーレンズ、ブライドン・ボルトンと共演した公演をプロデュースした。
2025年6月13日の朝に死去。85歳没。

## ディスコグラフィ

### リーダー・アルバム
- Spirits Rejoice! (1978年、Ogun) ※Louis Moholo Octet名義
- No Gossip (1982年、FMP) ※with キース・ティペット
- Tern (1983年、FMP) ※with キース・ティペット、ラリー・スタビンス
- Irene Schweizer / Louis Moholo (1987年、Intakt) ※with イレーネ・シュヴァイツァー
- Louis Moholo's Viva La Black (1988年、Ogun) ※Louis Moholo's Viva-la-Black名義
- Remembrance (1989年、FMP) ※with セシル・テイラー
- Exile (1991年、Ogun) ※Louis Moholo's Viva-la-Black名義
- Freedom tour: Live In South Afrika 1993 (1994年、Ogun) ※Louis Moholo's Viva-la-Black名義
- Bush Fire (1996年、Ogun) ※Louis Moholo/Evan Parker/Pule Pheto/Gibo Pheto/Barry Guy Quintet名義
- Mpumi (2002年、Ogun) ※with キース・ティペット、Mervyn Africa、Pule Pheto
- Khumbula (Remember) (2005年、Ogun) ※with スタン・トレイシー
- The Butterfly And The Bee (2005年、Emanem) ※with Roger Smith
- Bra-Louis-Bra Tebs/Spirits Rejoice! (2006年、Ogun) ※Louis Moholo-Moholo Septet & Octet名義
- Sibanye (We Are One) (2008年、Intakt) ※with Marilyn Crispell
- An Open Letter to My Wife Mpumi (2009年、Ogun) ※Louis Moholo-Moholo Unit名義
- Ancestors (2012年、TUM) ※with ワダダ・レオ・スミス
- For The Blue Notes (2014年、Ogun) ※Louis Moholo-Moholo Unit名義
- 4 Blokes (2014年、Ogun) ※Louis Moholo-Moholo Quartet名義
- Sult (2014年、FMR) ※with Frode Gjerstad
- Born Free (2015年、Incipit) ※with Livio Minafra
- Uplift The People (2018年、Ogun) ※Louis Moholo-Moholo's Five Blokes名義

### 参加アルバム
- Chris McGregor Septet : Up to Earth (1969年、Fledg'ling)